# Kimi no Koto ga Dai Dai Dai Dai Daisuki na 100-nin no Kanojo
Kimi no Koto ga Dai Dai Dai Dai Daisuki na 100-nin no Kanojo (君のことが大大大大大好きな100人の彼女?  lit. 100 novias que te quieren mucho mucho mucho mucho mucho), abreviada como 100 Kano (100カノ Hyakkano?, lit. 100 novias), y cuyo título se tradujo como Mis 100 novias que me quieren mucho mucho en Argentina y Mis 100 novias que me quieren mogollón mogollón en España, es una serie de manga paródica escrita por Rikito Nakamura e ilustrada por Yukiko Nozawa. Comenzó su serialización el 26 de diciembre de 2019 en la revista Shūkan Young Jump de Shūeisha, y hasta el momento ha sido compilada en veintidós volúmenes tankōbon. Una adaptación de la serie a anime producida por Bibury Animation Studios se estrenó el 8 de octubre de 2023. La temporada 2 se estrenó el 12 de enero de 2025.
La historia se centra en el estudiante de secundaria Rentarō Aijō, quien en su vida se enamoró y confesó a exactamente 100 chicas, solo para ser rechazado por todas ellas. Mientras oraba en un santuario, el Dios del Amor se acerca a Rentarō, quien revela que, debido a un error, está destinado a tener 100 almas gemelas. Sin embargo, también le dice a Rentarō que si no devuelve los sentimientos de cualquiera de sus almas gemelas, sufrirán un accidente y morirán. No queriendo que esto suceda, Rentarō está decidido a no dejar que ninguna de sus almas gemelas muera mientras las conoce y sale con todas al mismo tiempo.

## Sinopsis
Rentarō Aijō se ha confesado y ha sido rechazado por 100 chicas en su vida. El último día de la secundaria, visita un santuario y reza para conseguir una novia durante su tiempo en la escuela preparatoria. De repente, aparece el Dios del Amor y le dice a Rentarō que la razón de su vida amorosa inexistente es porque se supone que todos solo tienen un alma gemela en su vida, pero debido a un error de parte de Dios, Rentarō está destinado a tener 100.
Efectivamente, en el primer día de la preparatoria, Rentarō conoce a la voluptuosa Hakari Hanazono y a la tsundere Karane Inda. Ambas chicas se enamoran instantáneamente de él, y Rentarō se siente atraído por ambas, pero no puede decidir entre ellas. Esa noche, vuelve a visitar al Dios del Amor, y este le informa que si no devuelve los sentimientos de una de sus almas gemelas, esta enfrentará un accidente y morirá. No queriendo que ese destino caiga sobre Hakari y Karane, Rentarō decide salir con las dos al mismo tiempo, con su bendición. A medida que la historia continúa, se presentan más chicas y se convierten en las novias de Rentarō.

## Contenido de la obra

### Manga
Kimi no Koto ga Dai Dai Dai Dai Daisuki na 100-nin no Kanojo es escrito por Rikito Nakamura e ilustrado por Yukiko Nozawa. Comenzó su serialización en la revista Shūkan Young Jump de Shūeisha desde el 26 de diciembre de 2019. Sus capítulos son recopilados y publicados por Shūeisha en volúmenes tankōbon. El primer volumen se publicó el 17 de abril de 2020, y hasta el momento han sido lanzados veintidós volúmenes.
El 2 de julio de 2021, Seven Seas Entertainment anunció que había concedido la licencia de la serie para su publicación en inglés en América del Norte en formato impreso y en plataformas digitales en ediciones de un solo volumen. El primer volumen salió a la venta el 22 de febrero de 2022. Editorial Ivrea obtuvo la licencia del manga en España.
| Volúmenes de manga publicados | Volúmenes de manga publicados | Volúmenes de manga publicados |
| Número                        | Fecha de publicación          | ISBN                          |
| ----------------------------- | ----------------------------- | ----------------------------- |
| 1                             | 17 de abril de 2020           | ISBN 978-4-08-891533-3        |
| 2                             | 19 de junio de 2020           | ISBN 978-4-08-891569-2        |
| 3                             | 18 de septiembre de 2020      | ISBN 978-4-08-891656-9        |
| 4                             | 18 de diciembre de 2020       | ISBN 978-4-08-891736-8        |
| 5                             | 18 de marzo de 2021           | ISBN 978-4-08-891816-7        |
| 6                             | 18 de junio de 2021           | ISBN 978-4-08-892007-8        |
| 7                             | 17 de septiembre de 2021      | ISBN 978-4-08-892072-6        |
| 8                             | 17 de diciembre de 2021       | ISBN 978-4-08-892164-8        |
| 9                             | 18 de marzo de 2022           | ISBN 978-4-08-892245-4        |
| 10                            | 17 de junio de 2022           | ISBN 978-4-08-892338-3        |
| 11                            | 16 de septiembre de 2022      | ISBN 978-4-08-892427-4        |
| 12                            | 19 de diciembre de 2022       | ISBN 978-4-08-892537-0        |
| 13                            | 17 de marzo de 2023           | ISBN 978-4-08-892629-2        |
| 14                            | 19 de julio de 2023           | ISBN 978-4-08-892718-3        |
| 15                            | 19 de octubre de 2023         | ISBN 978-4-08-892861-6        |
| 16                            | 17 de noviembre de 2023       | ISBN 978-4-08-892896-8        |
| 17                            | 18 de marzo de 2024           | ISBN 978-4-08-893171-5        |
| 18                            | 19 de junio de 2024           | ISBN 978-4-08-893278-1        |
| 19                            | 19 de septiembre de 2024      | ISBN 978-4-08-893385-6        |
| 20                            | 18 de diciembre de 2024       | ISBN 978-4-08-893504-1        |
| 21                            | 18 de marzo de 2025           | ISBN 978-4-08-893590-4        |
| 22                            | 18 de junio de 2025           | ISBN 978-4-08-893699-4        |
| 23                            | 19 de septiembre de 2025      | ISBN 978-4-08-893806-6        |

### Anime
El 14 de marzo de 2023 se anunció una adaptación de serie de televisión de anime. Está producida por Bibury Animation Studios y dirigida por Hikaru Satō, con guiones supervisados por Takashi Aoshima, diseños de personajes a cargo de Akane Yano y música compuesta por Shuhei Mutsuki, Shunsuke Takizawa y Eba. La serie se estrenó el 8 de octubre de 2023 en Tokyo MX y otras cadenas. El tema de apertura es interpretado por Kaede Hondo, Miyu Tomita, Maria Naganawa, Asami Setō y Ayaka Asai, mientras que el tema de cierre es «Sweet Sign» (スイートサイン?), interpretado por Nako Misaki. Crunchyroll obtuvo la licencia de la serie fuera de Asia. Muse Communication obtuvo la licencia de la serie en el sur y sudeste de Asia.
Se anunció una segunda temporada después del episodio final de la primera temporada el 24 de diciembre de 2023. Se estrenó el 12 de enero de 2025.
El 16 de abril de 2025, la primera temporada de la serie tuvo un doblaje en español latino, el cual fue estrenado por Crunchyroll.

## Recepción
En junio de 2021, el manga tenía más de 650 000 ejemplares en circulación. En julio de 2021, el manga tenía más de 800 000 ejemplares en circulación.
En 2020, el manga ocupó el segundo lugar en el sexto premio Next Manga Award de los 50 nominados con 19,902 votos. La serie se situó en el puesto 19 en el Shinkan Manga Taishō de 2021 de Tokyo Manga Reviewers. La serie se situó en el puesto 8 en la 5.ª encuesta «La adaptación al anime más buscada» de AnimeJapan en 2022.